# Sanziniinae
Sanziniinae vormen een onderfamilie van de reuzenslangen (Boidae). 

## Naamgeving
De wetenschappelijke naam van de groep werd voor het eerst voorgesteld door A. S. Romer in 1956. Er zijn vier soorten in twee geslachten.

## Verspreidingsgebied
De soorten komen voor in delen van Afrika en leven alleen op het eiland Madagaskar.

## Taxonomie
De onderfamilie omvat de volgende geslachten, met de auteur en het verspreidingsgebied.
| Naam        | Auteur       | Verspreidingsgebied |
| ----------- | ------------ | ------------------- |
| Acrantophis | Jan, 1863    | Afrika (Madagaskar) |
| Sanzinia    | Gray, 1849\| | Afrika (Madagaskar) |